# Tinh vân

Tinh vân chòm sao Lạp Hộ nhìn từ kính viễn vọng không gian Hubble.

Tinh vân (từ Hán-Việt nghĩa là mây sao; tiếng Latinh: nebulae có nghĩa là "đám mây") là hỗn hợp của bụi, khí hydro, khí heli và plasma. Tinh vân sở hữu kích thước cực lớn và độ đậm đặc cực loãng, loãng hơn bất cứ môi trường chân không nào được tạo ra trên Trái Đất (VD: một tinh vân sở hữu đường kính của Trái Đất là 12 742 km sẽ chỉ nặng vài kilogam.)
Sự sụp đổ của các tinh vân chính là cách mà Mặt Trời và các hành tinh khác được hình thành. Tinh vân có thể là những đám bụi tập hợp lại với nhau do hấp dẫn (khối lượng chưa đủ để tạo thành một ngôi sao hay một thiên thể lớn) hoặc cũng có thể là vật chất được phóng ra do sự kết thúc của một ngôi sao.
Các tinh vân thường tập trung thành những dải hẹp, dày từ vài chục đến vài trăm năm ánh sáng (1 năm ánh sáng = 9.460 tỷ km).

## Cấu tạo
Các chất khí trong tinh vân chủ yếu là hiđrô, còn bụi thì chủ yếu là các phân tử cacbon và các mảnh đá vụn. Sự tập trung mật độ vật chất không đồng đều giữa các tinh vân: một số có mật độ bụi khí rất dày đặc, số khác thì loãng hơn. Có tinh vân sáng chói hơn do phản chiếu ánh sáng của các ngôi sao gần đó: đó là tinh vân sáng. Bản thân một số chất khí trong tinh vân cũng bức xạ ánh sáng khi ở cạnh một ngôi sao có nhiệt độ cao. Khí nitơ và khí hiđrô bức xạ ánh sáng đỏ, còn khí oxy bức xạ ánh sáng xanh. Phải nhìn vào kính thiên văn cực mạnh thì mới thấy hết sắc màu rực rỡ của các tinh vân này. Một số tinh vân đậm đặc hơn, ngăn cản ánh sáng của các ngôi sao sáng phía sau: đó là các tinh vân tối. Những tinh vân tối chỉ nhận biết được trong kính thiên văn khi nó che kín từng mảng sao trên bầu trời. Điển hình là tinh vân Đầu Ngựa trong chòm sao Lạp Hộ.

## Hình thành
Các tinh vân được hình thành từ các đám bụi trong vũ trụ do lực hấp dẫn hoặc cũng được hình thành do quá trình kết thúc của một sao, vật chất bên ngoài của nó sẽ được phóng ra, đồng thời hình thành một sao lùn.

## Các loại tinh vân

### Các loại cổ điển
Có bốn loại tinh vân chính. Trước kia người ta cũng xếp các thiên hà và một số cụm sao ở xa tới mức không thể nhìn rõ các sao vào tinh vân.
- Vùng H II, một loại tinh vân khuếch tán lớn chứa hydro bị ion hóa
- Tinh vân hành tinh
- Tàn dư siêu tân tinh
- Tinh vân tối

Không phải tất cả các vật thể có dạng đám mây được gọi là tinh vân, ví dụ như các đối tượng Herbig-Haro.

### Tinh vân khuếch tán
Hầu hết các tinh vân đều được mô tả là tinh vân khuếch tán, nghĩa là chúng mở rộng và không có ranh giới xác định rõ ràng. Tinh vân khuếch tán có thể được chia thành tinh vân phát xạ, tinh vân phản xạ và tinh vân tối.
Tinh vân sáng có thể được chia thành tinh vân phát xạ, vì chúng phát ra bức xạ vạch quang phổ từ khí bị kích thích hoặc bị ion hóa (chủ yếu là hydro bị ion hóa); chúng thường được gọi là vùng H II, H II ám chỉ hydro bị ion hóa), và tinh vân phản xạ có thể nhìn thấy được chủ yếu do ánh sáng chúng phản xạ.
Bản thân các tinh vân phản xạ không phát ra lượng ánh sáng nhìn thấy đáng kể, nhưng ở gần các ngôi sao và phản xạ ánh sáng từ chúng. Các tinh vân tương tự không được các ngôi sao chiếu sáng không biểu hiện bức xạ nhìn thấy được, nhưng có thể được phát hiện là những đám mây mờ đục chặn ánh sáng từ các vật thể phát sáng phía sau chúng; chúng được gọi là tinh vân tối.
Mặc dù những tinh vân này có mức độ hiển thị khác nhau ở các bước sóng quang học, chúng đều là nguồn phát tia hồng ngoại mạnh, chủ yếu là từ bụi bên trong tinh vân.

### Tinh vân hành tinh
Tinh vân hành tinh là tàn tích của giai đoạn cuối cùng của quá trình tiến hóa sao đối với các sao có khối lượng thấp hơn. Các ngôi sao đã tiến hóa trong nhánh khổng lồ tiệm cận đẩy các lớp bên ngoài của chúng ra bên ngoài do gió sao mạnh, do đó hình thành lớp vỏ khí, đồng thời để lại lõi của ngôi sao ở dạng sao lùn trắng. Bức xạ từ sao lùn trắng nóng kích thích các khí thoát ra ngoài, tạo ra các tinh vân phát xạ có quang phổ tương tự như các tinh vân phát xạ được tìm thấy trong các vùng hình thành sao. Chúng là các vùng H II, vì chủ yếu là hydro bị ion hóa, nhưng tinh vân hành tinh lại dày đặc hơn và nhỏ hơn các tinh vân được tìm thấy trong các vùng hình thành sao.
Các tinh vân hành tinh được đặt tên bởi các nhà quan sát thiên văn đầu tiên, những người ban đầu không thể phân biệt chúng với các hành tinh, và những người có xu hướng nhầm lẫn chúng với các hành tinh, cái mà họ quan tâm hơn. Mặt trời của chúng ta dự kiến sẽ sinh ra một tinh vân hành tinh khoảng 12 tỷ năm sau sự hình thành của nó.

### Tinh vân tiền hành tinh
Tinh vân tiền hành tinh (PPN) là một vật thể thiên văn ở giai đoạn ngắn ngủi trong quá trình tiến hóa sao nhanh chóng của một ngôi sao giữa pha cuối của nhánh khổng lồ tiệm cận (Late AGB) và pha tinh vân hành tinh (PN) sau đó. Trong giai đoạn AGB, ngôi sao trải qua quá trình mất khối lượng, tạo ra một lớp vỏ sao khí hydro. Khi giai đoạn này kết thúc, ngôi sao bước vào giai đoạn PPN.
PPN được cung cấp năng lượng bởi ngôi sao trung tâm, khiến nó phát ra bức xạ hồng ngoại mạnh và trở thành một tinh vân phản xạ. Gió sao chuẩn trực từ sao trung tâm tạo hình và gây chấn động cho vỏ thành dạng đối xứng trục, đồng thời tạo ra gió phân tử chuyển động nhanh. Điểm chính xác khi PPN trở thành tinh vân hành tinh (PN) được xác định bởi nhiệt độ của ngôi sao trung tâm. Giai đoạn PPN tiếp tục cho đến khi ngôi sao trung tâm đạt đến nhiệt độ 30.000 K, sau đó nó đủ nóng để ion hóa khí xung quanh và trở thành tinh vân hành tinh.

### Tàn dư siêu tân tinh
Siêu tân tinh xảy ra khi một ngôi sao có khối lượng lớn kết thúc vòng đời của nó. Khi phản ứng tổng hợp hạt nhân trong lõi của ngôi sao dừng lại, ngôi sao sẽ sụp đổ. Khí rơi vào bên trong sẽ bật trở lại hoặc bị đốt nóng mạnh đến mức nó dãn nở ra bên ngoài từ lõi, do đó làm cho ngôi sao phát nổ. Lớp vỏ khí đang giãn nở tạo thành tàn dư siêu tân tinh, một loại tinh vân khuếch tán đặc biệt. Mặc dù phần lớn sự phát xạ quang học và tia X từ tàn dư siêu tân tinh bắt nguồn từ khí bị ion hóa, một lượng lớn phát xạ vô tuyến là một dạng phát xạ không nhiệt được gọi là phát xạ syncrotron. Sự phát xạ này bắt nguồn từ các electron vận tốc cao dao động trong từ trường.

## Hình ảnh

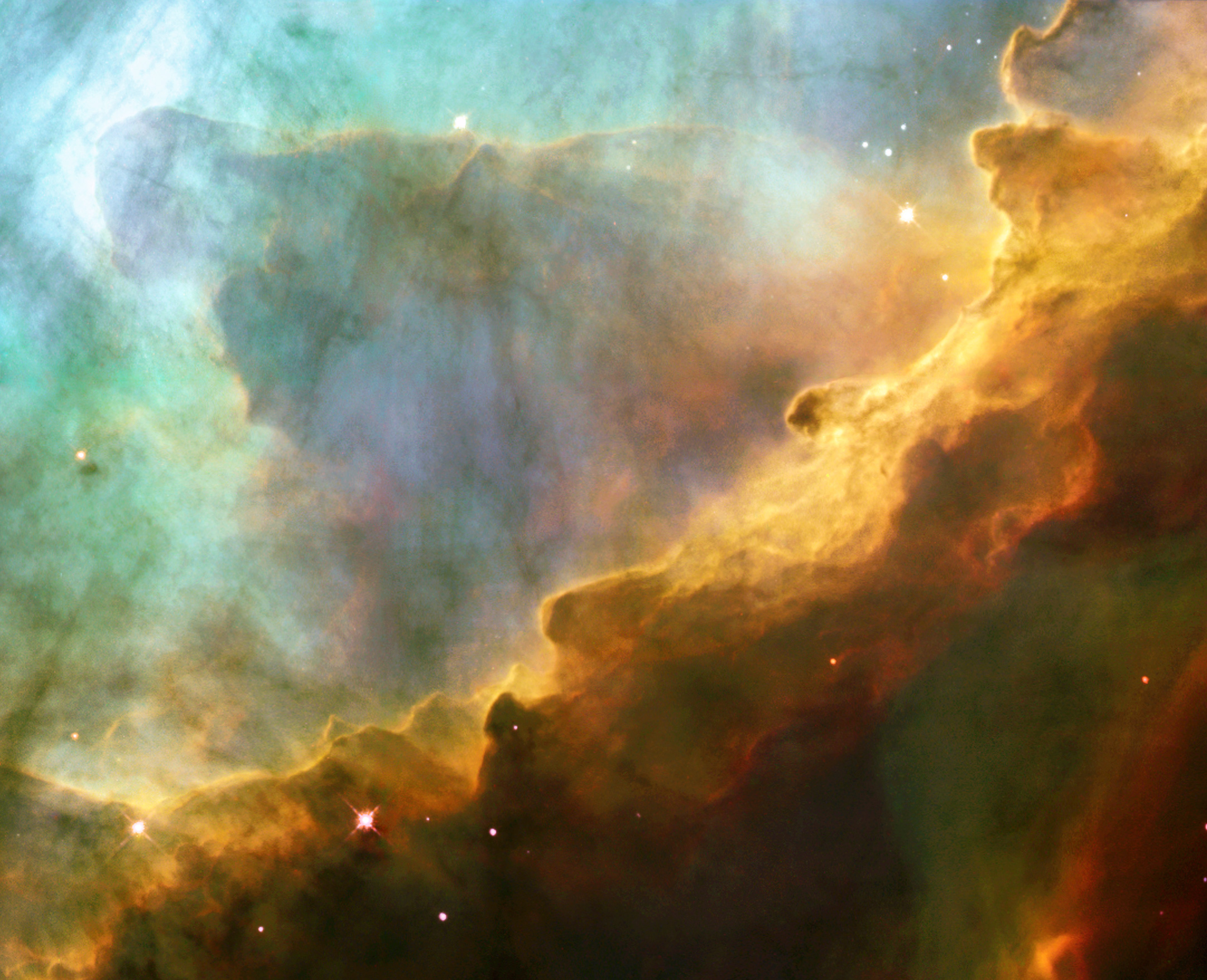
Tinh vân Omega
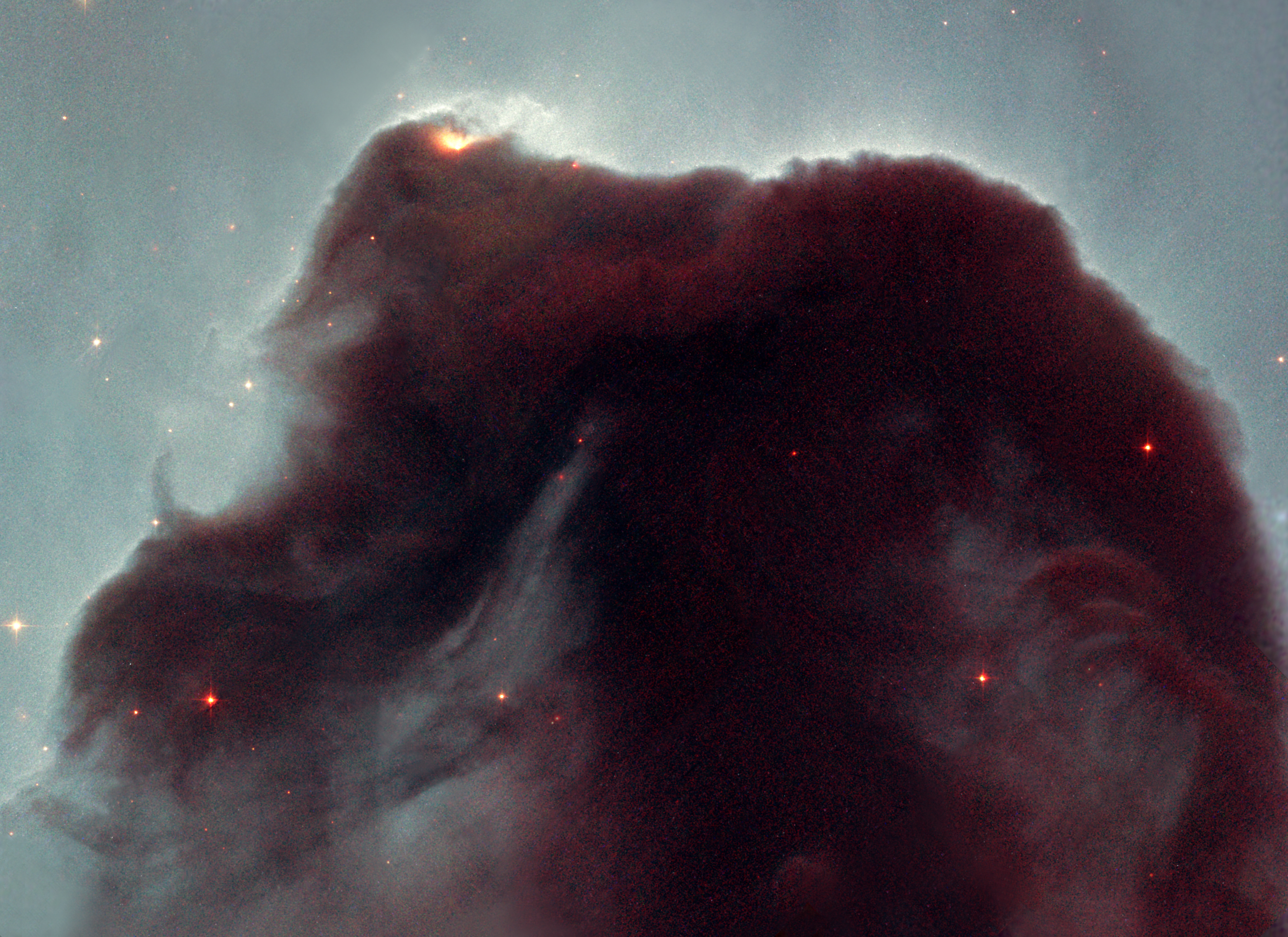
Tinh vân Đầu Ngựa
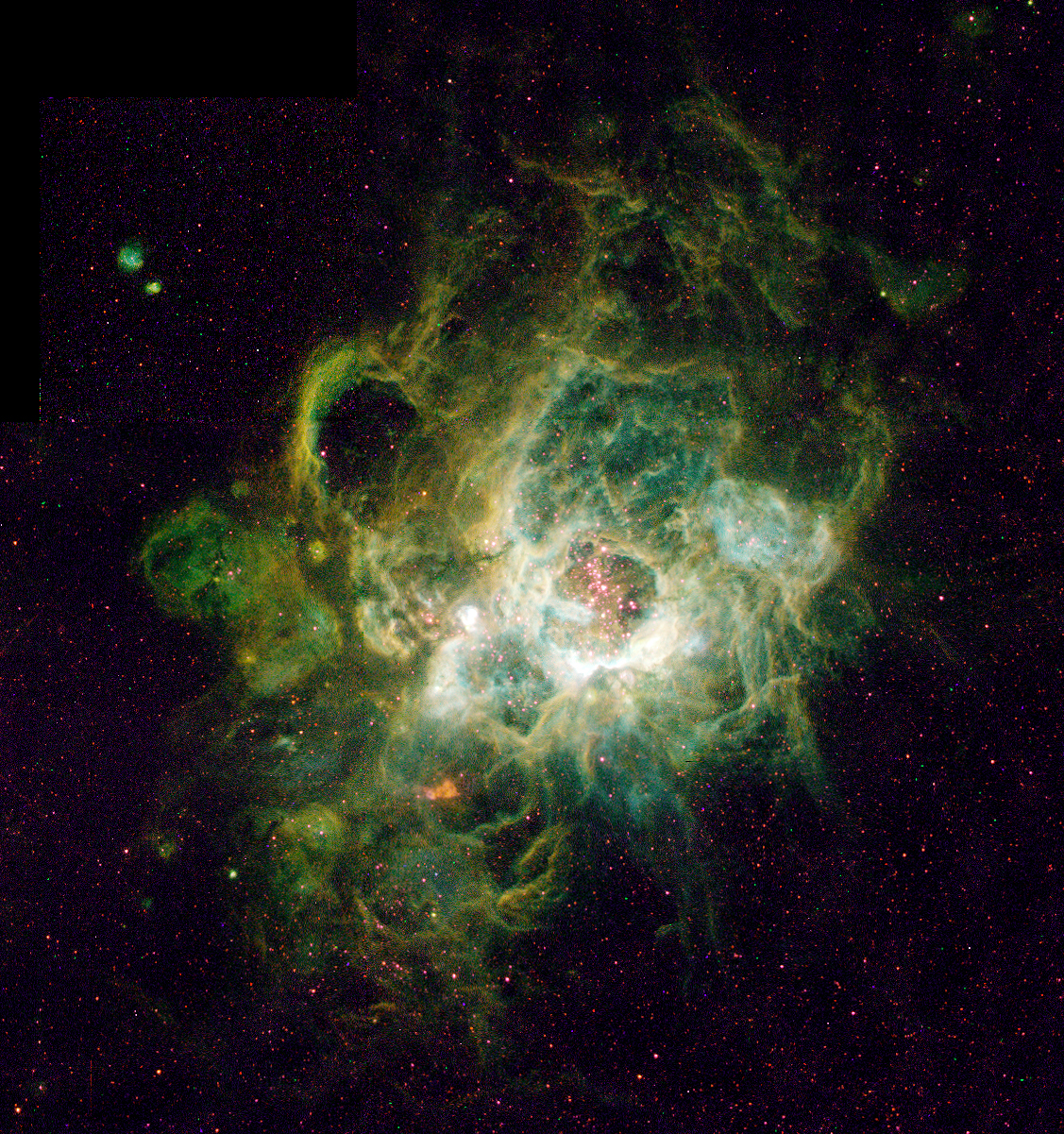
NGC 604
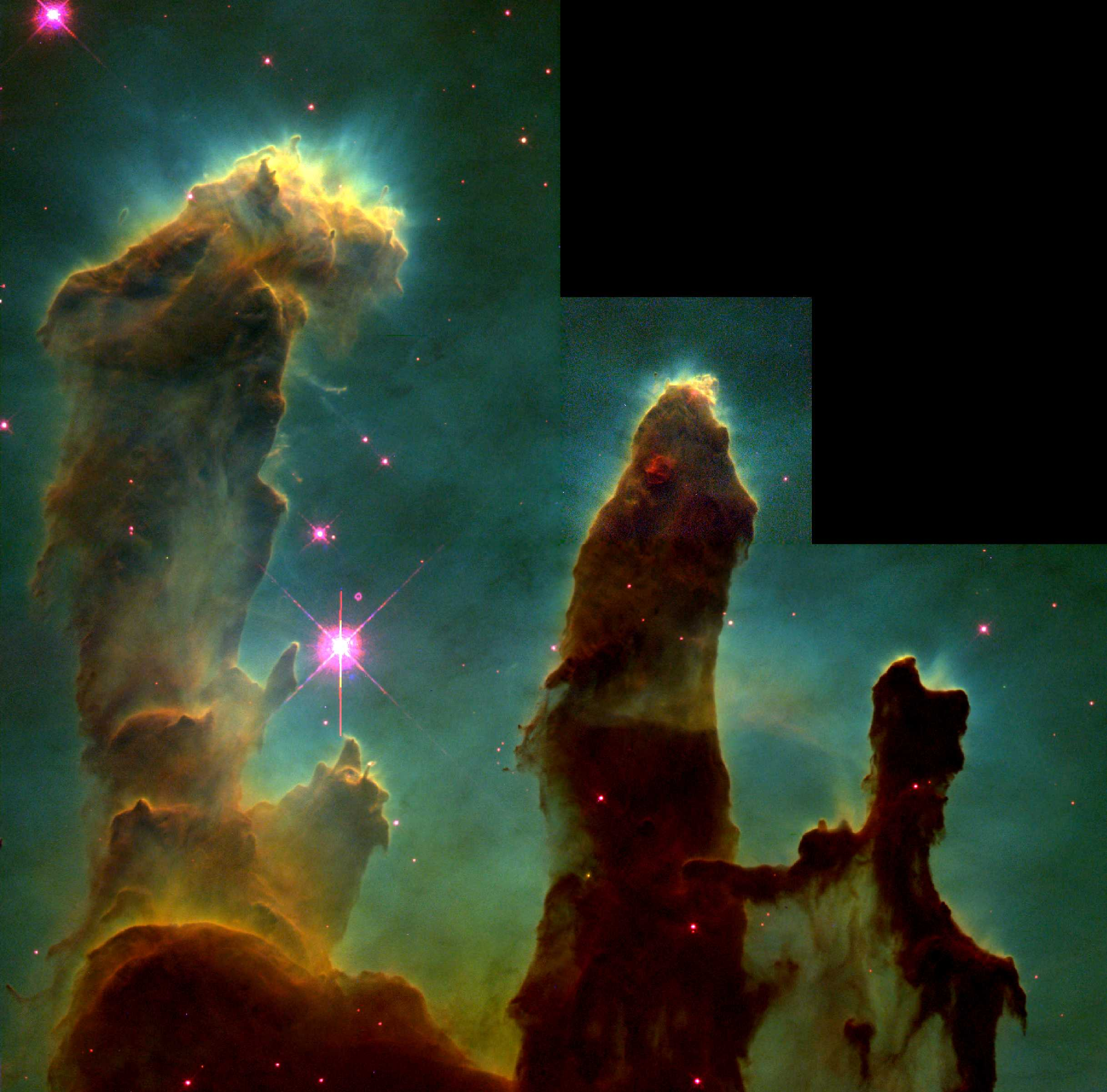
Các "cột tạo hóa" của Tinh vân Đại Bàng
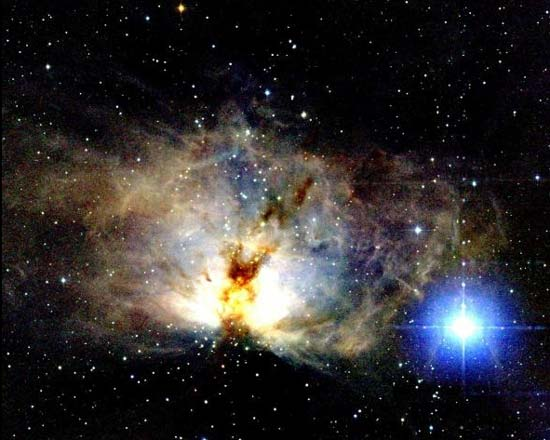
NGC 2024, Tinh vân Ngọn lửa
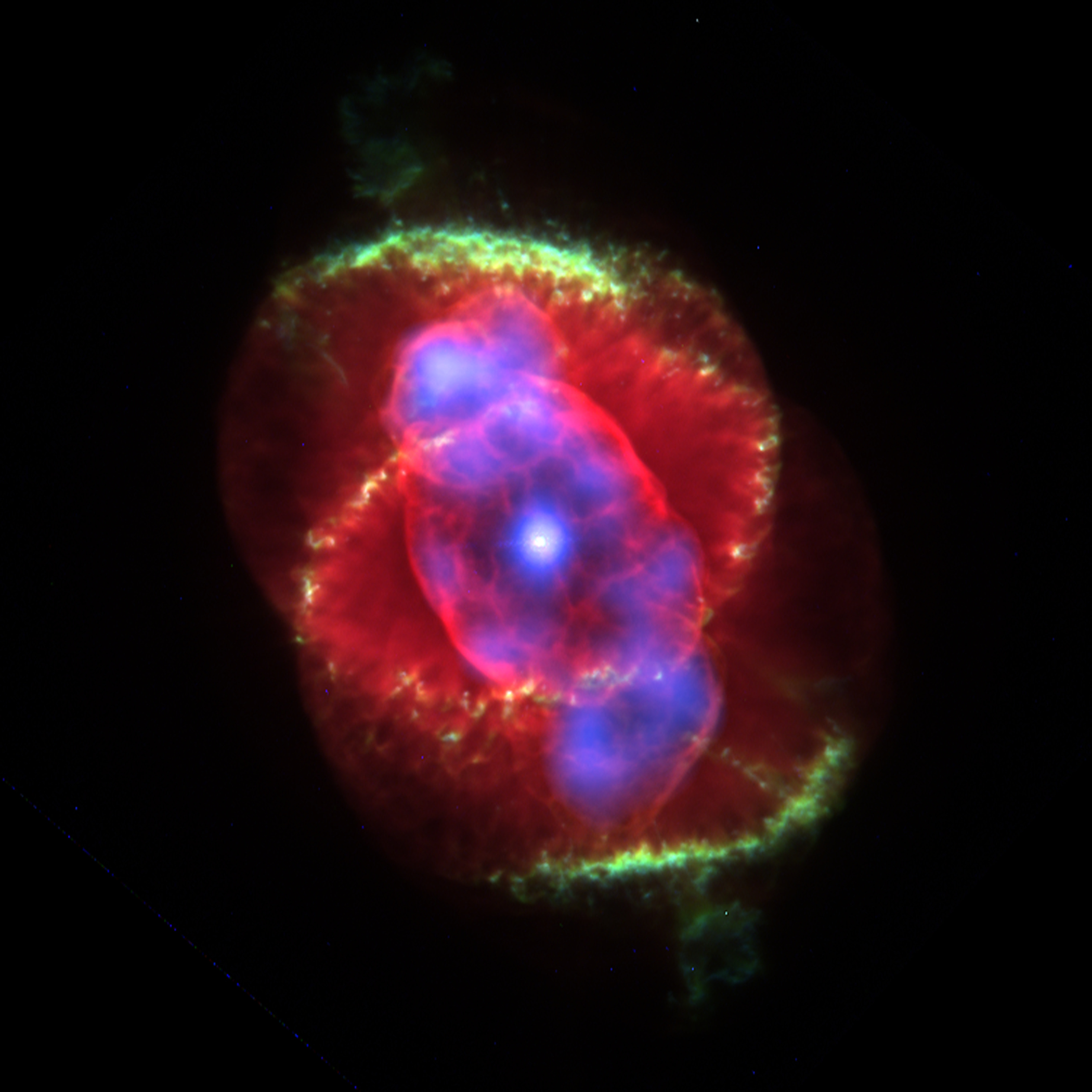
Tinh vân Mắt Mèo